# دائی چی

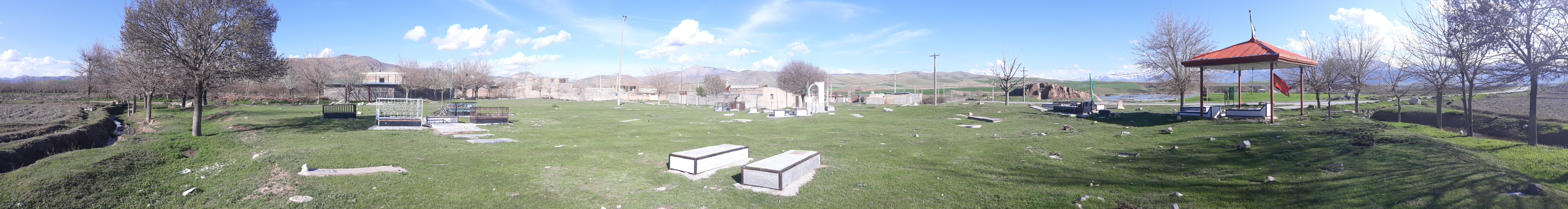

دائی چی، روستایی از توابع بخش سیلاخور شهرستان دورود در استان لرستان ایران است. یکی از تولید کنندگان برنج با حدود ۱۰۰۰ هکتار زمین زراعی زیر کشت برنج است.

## جمعیت
این روستا در دهستان سیلاخور قرار دارد و بر اساس سرشماری مرکز آمار ایران در سال ۱۳۸۵، جمعیت آن ۲۲۷ نفر (۵۴خانوار) بوده‌است. که هم اکنون بر اساس سرشماری خانه بهداشت دارای جمعیت ۲۴۶ نفر و ۶۳ خانوار می‌باشد.